# Adoneo
Nella mitologia greca Adoneo, o Aidoneo, era il nome di uno dei re dei Molossi.

## Il mito
Secondo Plutarco Adoneo era lo sposo di Persefone e aveva una figlia Core che per scegliere il suo sposo aveva chiesto ai pretendenti di affrontare il cane Cerbero. Teseo e Piritoo invece di sfidare il cane scelsero di rapire la ragazza e questo fece infuriare il re. Catturati i due, fece sbranare Piritoo dal suo cane e rinchiuse Teseo in una torre. Solo in seguito Teseo fu liberato da Eracle, quando questi passò per caso nelle prigioni.

### Interpretazione e realtà storica
Plutarco in questo racconto stravolge la storia più famosa di Teseo, che entrò nell'Ade alla ricerca di Persefone dandogli un aspetto più terreno.

### Pareri secondari
Secondo Pausania Adoneo era un altro re dei Tesproti. Il nome viene anche citato nell'Iliade e nella Teogonia come un altro nome di Ade, il dio degli inferi

### Fonti
- Pausania, Libro I, 17, 4;
- Plutarco, Teseo 31;
- Omero, Iliade XX, 61;
- Esiodo, Teogonia, verso 913;
- Diodoro Siculo, Libro IV 63.

### Moderna
- Luisa Biondetti, Dizionario di mitologia classica, Milano, Baldini&Castoldi, 1997, ISBN 978-88-8089-300-4.
- Robert Graves, I miti greci, Milano, Longanesi, ISBN 88-304-0923-5.
- Angela Cerinotti, Miti greci e di Roma antica, Prato, Giunti, 2005, ISBN 88-09-04194-1.
- Anna Ferrari, Dizionario di mitologia, Litopres, UTET, 2006, ISBN 88-02-07481-X.